# الجامعة الوطنية الصومالية
الجامعة الوطنية الصومالية (بالصومالية: Jaamacadda Ummadda Soomaaliyeed)‏ هي جامعة حكومية تقع في مقديشو عاصمة الصومال. يقع حرمها الجامعي على بعد أربعة كيلومترات من مطار آدم عبد الله الدولي. تأسست في عام 1971، وأُسست «رسميًّا» في عام 1954. أغلقت أبوابها في عام 1990. بعد إغلاقها لعدة سنوات، أُعيد فتحها في أغسطس 2014.

## تاريخ

### عام

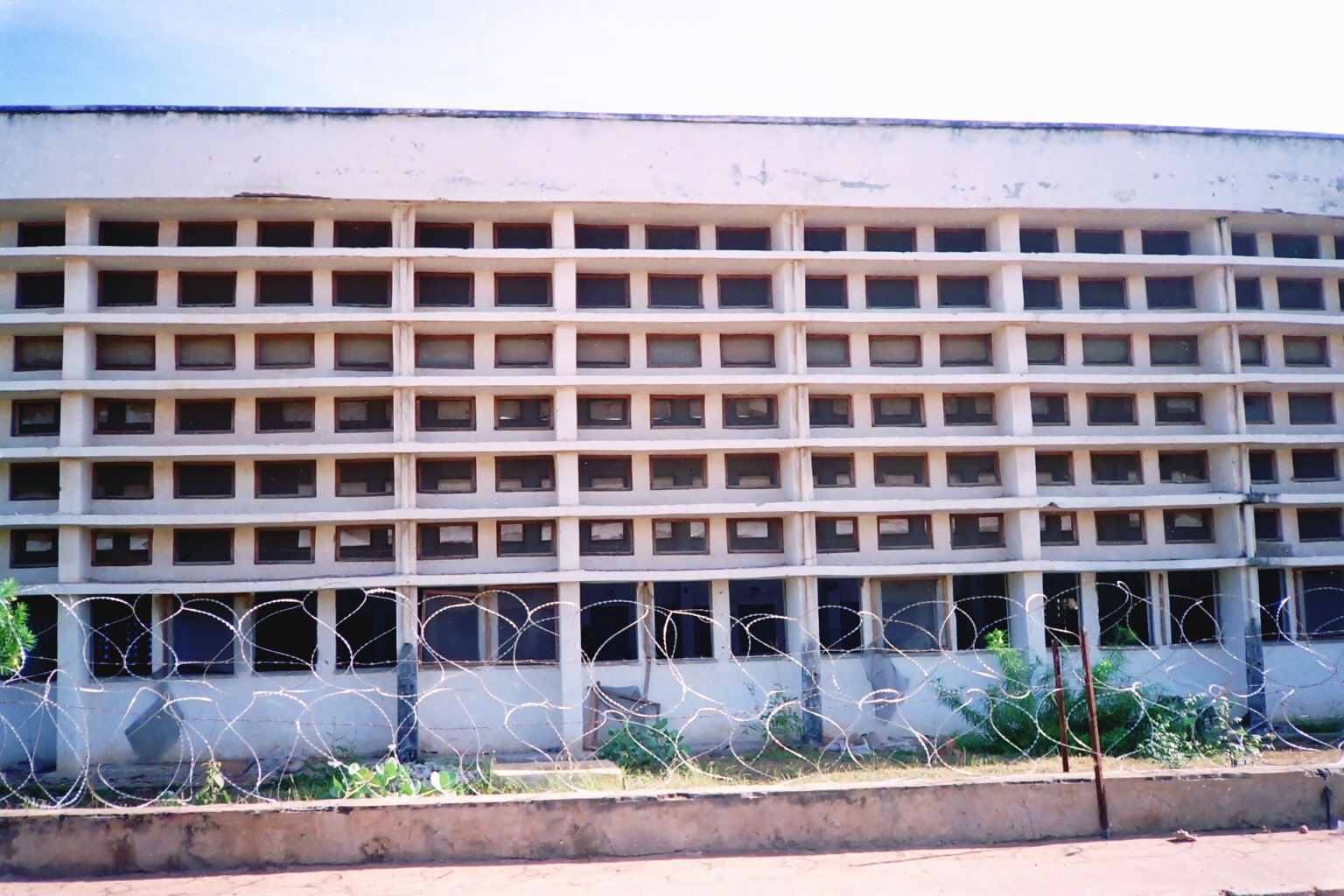
الحرم الجامعي السابق للجامعة الصومالية الوطنية (أوائل التسعينيات)

تأسست الجامعة الوطنية الصومالية في عام 1954 باسم (بالإيطالية: Università Nazionale Somala)‏، تحت وصاية الأمم المتحدة الإيطالية على المستعمرة الإيطالية السابقة في شرق إفريقيا في أرض الصومال الإيطالي. في عام 1960، أصبحت الصومال دولة مستقلة في إقليم الصومال الإيطالي. حصلت على مكانة جامعية رسمية في عام 1969 وكانت اللغة المستخدمة في البداية هي الإيطالية فقط.
في عام 1983، استخدمت تسعة كليات من أصل اثنتي عشرة في الجامعة الوطنية الصومالية اللغة الإيطالية كلغة للتعليم، ولكن بعد عام 1990 تم استخدام اللغتين الصومالية والإنجليزية فقط.
تقع أرض الجامعة الرئيسية على بعد ستة كيلومترات من وسط المدينة. خلال السنوات الثلاثين الأولى للمؤسسة، كان الحرم الجامعي الرئيسي معروفًا باسم (Jaamacada Gaheyr).
في عام 1973، في ظلّ المجلس الثوري الأعلى، تم توسيع البرامج والتسهيلات. تطورت الجامعة على مدار العشرين عامًا التالية إلى مؤسسة للتعليم العالي، تضم 13 قسمًا و 700 موظفًا وأكثر من 15.000 طالب.
في ظل الحكومة الصومالية الثورية، أنشأت وزارة التعليم العالي والثقافة مراكز بحثية في عدد من المدن، بهدف تطوير الاقتصادات الإقليمية. تم تخصيص هذه المراكز التعليمية للموظفين من وزارات مثل وزارة الزراعة، ووزارة الثروة الحيوانية وإدارة الغابات.
في منتصف السبعينيات، أصبحت كلية التدريس بجامعة لفولي، أحد الأحرم الجامعية البعيدة في الجامعة، مؤسسة قائمة بذاتها («كلية لافول للمعلمين»). كانت لغة التدريس هي اللغة الإنجليزية.
بسبب الأضرار الجسيمة التي لحقت بمنشآتها وكذلك صعوبة عقد الفصول الدراسية والحصول على الكتب وغيرها من الضروريات في أعقاب الحرب الأهلية في أوائل التسعينيات، تم تعليق الدراسة في الجامعة.

### لغة التدريس
كانت اللغة الإيطالية هي اللغة الأساسية للتعليم في الجامعة الوطنية الصومالية. يقع الحرم الجامعي الرئيسي للجامعة في مقديشو، حيث كان السكان على دراية باللغة الإيطالية.
منذ 1973، تم تقديم اللغتين الصومالية والإنجليزية كلغات إضافية للتعليم. تم تدريس جميع البرامج في كلية لافول باللغة الإنجليزية. في جميع أنحاء البلاد، كانت هناك برامج تديرها وزارة الثقافة والتعليم العالي، الوزارة الحكومية المسؤولة عن التعليم المدرسي.
عندما تم اختيار الأبجدية الصومالية - المُطوّرة من قبل اللغوي الصومالي شيري جامع أحمد‎ ‏ - من قبل إدارة سياد بري كطريقة كتابة رسمية للأمة، بدأت دورات اللغة الصومالية في الظهور في جميع أنحاء البلاد. كما أصبحت لغة التدريس في المدارس الابتدائية والثانوية.

### إعادة الافتتاح

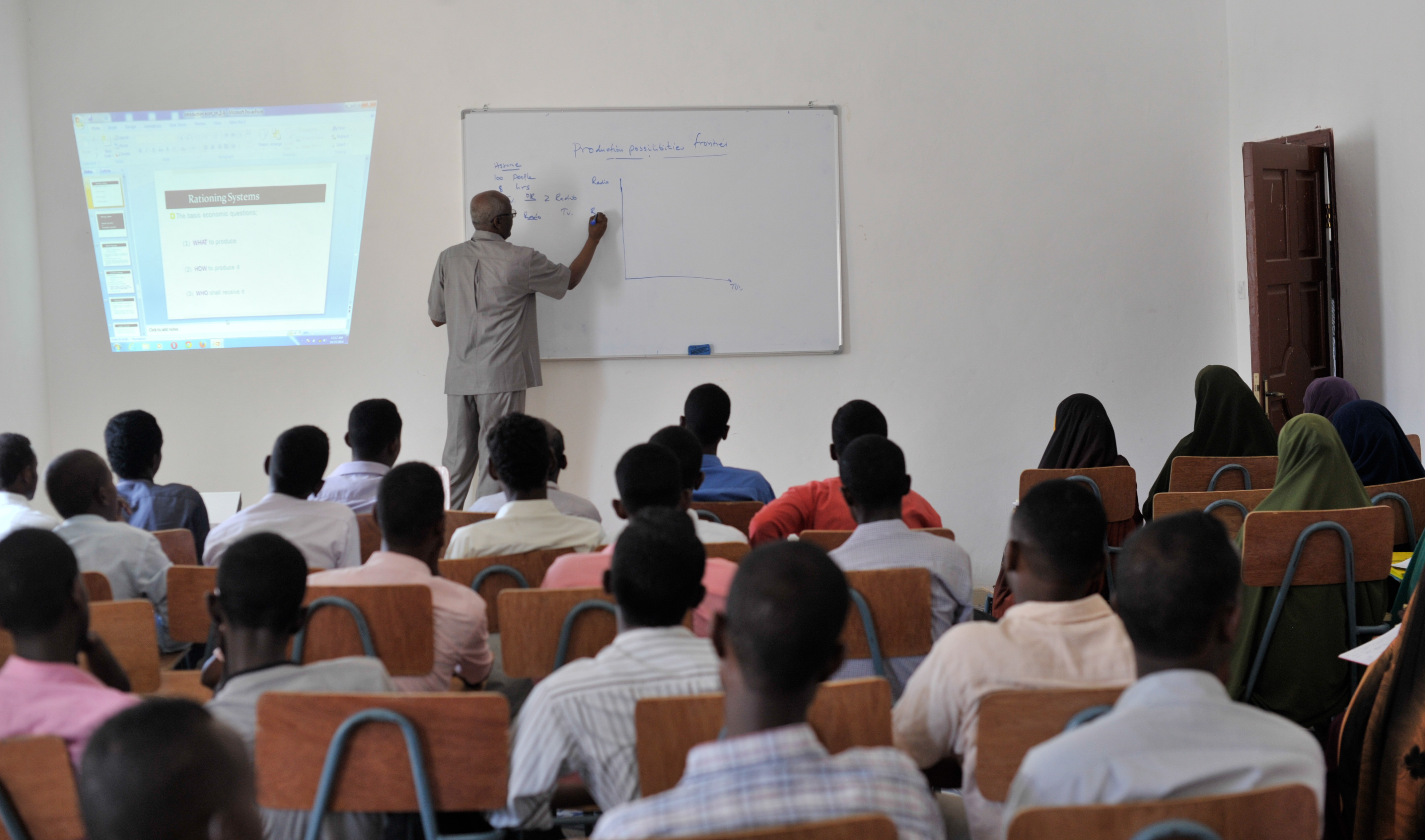
الجامعة بعد إعادة الإفتتاح

في 14 نوفمبر 2013، وافق رئيس الوزراء السابق عبدي فارح شردون ومجلس وزرائه على خطة الحكومة الفيدرالية لإعادة فتح الجامعة الوطنية الصومالية. تكلفة مبادرة التجديد بلغت 55.2 مليون دولار أمريكي. في 16 أغسطس 2014، أعادت الحكومة الفيدرالية افتتاح الجامعة الوطنية الصومالية رسميًا في اجتماع لمجلس الجامعة. ترأس الحفل الرئيس الصومالي الأسبق حسن شيخ محمود، الذي يشغل منصب رئيس لجنة الجامعة المسؤولة عن المناهج والإعفاء من الميزانية والكليات.
في 18 سبتمبر 2014، تقدم نحو 480 طالباً لامتحانات القبول بالجامعة، والتي أشرف عليها رئيس الجامعة الوطنية الصومالية الدكتور محمد أحمد جمعالي ونائب وزير الثقافة والتعليم العالي محمد أحمد كولان. في أكتوبر 2014، افتتح رئيس البرلمان الاتحادي محمد عثمان جواري ووزير الثقافة والتعليم العالي دعالي آدم محمد رسميًا العام الدراسي الأول للجامعة الوطنية الصومالية.

## الحرم الجامعي
كان للجامعة الوطنية الصومالية أربعة فروع رئيسية. تم افتتاح الحرم الجامعي الأول (Gaheyr) في عام 1971، وكان يقع على طريق أفجوي، على بعد 6 كيلومترات من وسط مدينة مقديشو. كانت هناك أيضًا مباني توسعة جديدة على الجانب الآخر من الحرم. استغرقت المباني الجديدة عدة سنوات لتكتمل وتقع على الجانب الآخر من طريق أفجوي.
كان لمعظم المباني الجديدة نوع من التصميم الدائري بالنسبة لها، وكان المهندس الذي صممها يلقب بشكل غير رسمي بـ «المهندس O» من قبل الطلاب.

## الكليات والأقسام
كان للجامعة الوطنية الصومالية سابقًا 14 قسمًا:
- قسم الشريعة
- قسم اللغويات (الصومالية، العربية، الإنجليزية، الألمانية، الإيطالية)
- كلية الطب البيطري وتربية الحيوان[10]
- كلية التربية (كلية التدريس في لافول؛ 20 كلم غرب مقديشو)
- قسم الزراعة
- قسم الجيولوجيا والتعدين
- قسم الطب (كلية الطب، بالقرب من مستشفى "Digfeer")
- قسم الهندسة الكيميائية والصناعية
- كلية الاقتصاد
- كلية الحقوق
- قسم الهندسة
- كلية العلوم السياسية والصحافة
- كلية المعلمين الفنية والتجارية (المعروفة سابقًا باسم كلية المعلمين التقنيين)، المعروفة باسم «كلية البوليتكنيك»
- معهد إدارة التنمية والإدارة

## خريجون متميزون
من بين الخريجين البارزين في الجامعة الوطنية الصومالية ما يلي:
- أحمد ابراهيم عوالي [الإنجليزية]‏، عالم بيئة ومؤلف من أرض الصومال
- أحمد مؤمن ورفة [الإنجليزية]‏، عالم صومالي وباحث في تصنيف النبات وعلم النبات.
- عبد الرحمن محمد محمود فارولي، الرئيس السابق أرض البنط
- عبدي فارح شردون، رئيس وزراء الصومال الأسبق
- عبد الولي محمد علي، رئيس أرض النبط ورئيس وزراء الصومال السابق
- عبد الولي الشيخ ، رئيس وزراء الصومال السابق
- سعد علي شيري [الإنجليزية]‏، وزير المالية الحالي لأرض الصومال، ووزير الخارجية السابق لأرض الصومال، ووزير التخطيط السابق في أرض الصومال
- عبد القوي يوسف، محامٍ وقاضي دولي لدى محكمة العدل الدولية
- علي محمد جيدي، رئيس وزراء الصومال السابق
- علي سعيد فقي، عالم وباحث رائد في علم السموم
- عائشة جيلي ديري، وزيرة تنمية المرأة وشؤون الأسرة السابقة في أرض البنط
- عائشة حجي علمي، ناشطة سلام ونائبة برلمانية
- عائشة جامع، ناشطة صومالية كندية
- فيصل علي وارابي، رئيس حزب العدالة والتنمية (أرض الصومال)
- حواء عبدي، طبيبة ومحامية صومالية
- حسن أبشير فرح، رئيس وزراء الصومال السابق
- حسن اسماعيل يوسف [الإنجليزية]‏، وزير الصحة السابق في أرض الصومال
- جامع موسى جامع [الإنجليزية]‏، عالم إثنوماتيكي ومؤلف والمدير المؤسس لمعرض هرجيسا الدولي للكتاب [الإنجليزية]‏ بأرض الصومال
- وي هونغتيان [الإنجليزية]‏، سفير الصين السابق بالصومال
- أحمد عبد الله واييل، وزير التربية والتعليم الأسبق في حكومة الصومال الاتحادية.

- فوزية ابيكر نور وزيرة الصحة السابقة للصومال